# قشلاق قرة درة كهلو قشلاق حاجي شاهوردي (مقاطعة بيله سوار)
قشلاق قرة درة كهلو قشلاق حاجي شاهوردي (بالفارسية: قشلاق قره دره کهلوقشلاق حاجی شاهوردی) هي منطقة سكنية تقع في إيران في أردبيل. يقدر عدد سكانها بـ 113 نسمة .